# Jamie Westbrook
Jamie Vaughn Westbrook (Gilbert, 18 de junho de 1995) é um jogador de beisebol estadunidense, que joga na posição de defensor externo (outfielder).

## Carreira
Westbrook compôs o elenco da Seleção dos Estados Unidos de Beisebol nos Jogos Olímpicos de Verão de 2020 em Tóquio, onde conquistou a medalha de prata após confronto contra a equipe japonesa na final da competição.